# 楊貴人
杨贵人（？—1661年8月12日），中國古代南明皇族女性，永历帝的贵人。
杨氏嫁给了永历帝朱由榔。被封为贵人，永曆八年（1654年）十二月初八日生皇七子澧冲王朱慈焯。清军入云南，永历帝逃到缅甸。永历十五年七月十九日（1661年8月12日），缅甸阿瓦王朝国王莽白诱骗永历帝身边大小官员及侍卫、内官等饮咒水盟誓，却发兵杀尽永历帝侍从近卫，永历帝后宫刘贵人、杨贵人、松滋王妃、姜承德与妻杨氏全部自缢而死。即咒水之难。